# لینو بروکا
لینو بروکا (انگلیسی: Lino Brocka؛ ۳ آوریل ۱۹۳۹ – ۲۱ مه ۱۹۹۱) کارگردان اهل فیلیپین بود. او موفق‌ترین فیلمساز فیلیپین و تنها چهرهٔ بین‌المللی سینمای کشور خویش است که فیلم‌هایش اغلب در زمینهٔ مسائل جنسی می‌باشد و آثارش مخصوصاً در اروپا با اقبال زیادی روبرو شده‌اند و حتی در فستیوال‌ها نیز جوایزی بدست آورده‌اند.

## فیلمشناسی
1. یک مادر کامل مورد نیاز است (۱۹۷۰)
2. سانتیاگو (۱۹۷۰)
3. عشق کنه دا (۱۹۷۱)
4. ویلا میراندا (۱۹۷۲)
5. شکوفه‌های شیرین (۱۹۷۲)
6. مانیل در چنگ نور (۱۹۷۵)
7. Insiang (1976)